# E-Hentai
 (avril 2021).
Si vous disposez d'ouvrages ou d'articles de référence ou si vous connaissez des sites web de qualité traitant du thème abordé ici, merci de compléter l'article en donnant les références utiles à sa vérifiabilité et en les liant à la section « Notes et références ».
E-Hentai est un site d'hébergement d'images et de partage de fichiers axé sur le contenu hentai (bande dessinée érotique japonaise). Le site héberge des galeries d'images publiées par ses utilisateurs, principalement des contenus pornographiques liés à la culture de l'anime, du manga et du jeu vidéo, tels que des fan art, scantrad de manga et dōjinshi, et des photographies de cosplay. Son site jumeau Exhentai (également connu sous le nom de Sad Panda) est séparé de E-Hentai en 2010 pour héberger des contenus représentant du matériel illégal dans certaines juridictions (lolicon, shotacon, bestial, inceste, toddlercon, avortement) mais surtout en raison de pressions venant d'annonceurs publicitaires ne souhaitant pas être associés avec ce type de contenu.

## Histoire
E-Hentai voit le jour le 1er juillet 1999 sous la forme d'un groupe Yahoo!. En 2001, il migre vers une adresse .net puis vers une adresse .org en 2005 quand le domaine en .net expire et qu'il est racheté par un tiers.
Le 27 mars 2010, E-Hentai annonce qu'en réponse à une pression des annonceurs publicitaires, e-hentai n'hébergerait plus de représentations d'individus mineurs (lolicon et shotacon) ni de zoophilie. Les galeries existantes qui présentent alors ce contenu sont retirées du site, ce qui représente 30 000 des 150 000 galeries alors disponibles. Ce contenu, inaccessible, mais conservé, a été publié sur le site-jumeau de e-hentai nommé Exhentai. Ce dernier ne dispose d'aucune régie publicitaire et nécessite un compte e-hentai ayant au moins 72 heures d'ancienneté ; pour ceux qui n'ont pas de compte e-hentai ou dont les cookies du site ne sont pas à jour, une page blanche apparaît avec une illustration d'un panda en larmes, ce qui a valu au site d'être renommé Sad Panda (Panda Triste) par des utilisateurs du site. Cependant, une donation d'au moins 20 dollars sur e-hentai supprime la publicité et fait réapparaître les catégories non visibles.

## Statut du site
Le contenu le plus présent sur le site relève en général de violations de la propriété littéraire et artistique, car typiquement publié sans le consentement ni l'accord de son auteur original. Pour cette raison, les donations au site ne se font qu'en cryptomonnaies (Bitcoin ou Bitcoin Cash pour préserver l'identité de l'administrateur du site en cas de poursuites). Le site est géré et dirigé par un anonyme qui se présente sous le pseudonyme Tenboro et est financé par la publicité et par les donations. En 2009, Tenboro affirme que le site coûte 46 000 dollars à opérer par an et que les donations représentent "moins de la moitié" de ce que coûte annuellement le site.
En 2019, Tenboro a annoncé qu'une lésion persistante du tendon limitait sa capacité à effectuer des maintenances vitales en temps utile sur le site web et qu'il envisageait de fermer les deux sites e-hentai et exhentai. ExHentai ferme pendant une semaine dans ce qui apparait alors comme une fermeture définitive. Finalement, après avoir reçu un grand nombre de soutiens et donations, Tenboro affirme envisager des options pour l'avenir du site, comme la nomination d'un modérateur successeur ou la préservation du site web en tant qu'archive permanente,.

### Répercussions
Ensemble, e-hentai et exhentai sont les deux plus grandes bases de données de manga hentai au monde, et contiennent plus de 700 000 galeries d'images. Le site autorise à ses utilisateurs à publier les mangas originaux en japonais, mais également de publier leurs propres scantrads dans tous les langages, comme l'anglais, le chinois, le coréen, l'espagnol, le russe, le français, etc.
Au pic de sa popularité, e-hentai a atteint la 264e place du classement mondial réalisé par l'entreprise commerciale de mesure du trafic web Alexa. Lors de sa fermeture annoncée de 2019, des médias considèrent le site comme une archive internationale de contenu rare et une pléthore de contenus introuvables sur des plateformes légales, telles que des œuvres exclusivement publiées lors de conventions Comiket ainsi que des ouvrages d'arts qu'ils soient ou non à caractère pornographique. Le magazine Vice surnomme alors le site la « Bibliothèque d'Alexandrie » du hentai,.

## Communauté
E-Hentai compte plus de 5 millions de membres inscrits[Quand ?]. L'entretien du site repose sur des tâches bénévoles contre lesquelles les membres investis peuvent obtenir certains avantages sur le site, comme une évolution automatique du pouvoir de modération.